# Paraleuctra vershina
Paraleuctra vershina är en bäcksländeart som beskrevs av Gaufin och William Edwin Ricker 1974. Paraleuctra vershina ingår i släktet Paraleuctra och familjen smalbäcksländor. Inga underarter finns listade i Catalogue of Life.